# Thuế béo
Thuế béo là một loại thuế hoặc phí được áp dụng lên các loại thức ăn, đồ uống gây béo phì hoặc đối với những cá nhân béo phì. Thuế béo được xem là một ví dụ về thuế Pigou. Mục đích của thuế béo nhằm hạn chế chế độ ăn uống không lành mạnh và giảm bớt tác động kinh tế của bệnh béo phì.
Mục tiêu của thuế béo là giảm thiểu việc tiêu thụ các loại thực phẩm gây ra béo phì. Một ý tưởng liên quan là đánh thuế lên các loại thực phẩm có liên quan đến việc gia tăng nguy cơ mắc bệnh bệnh tim mạch. Nhiều nghiên cứu cho thấy khi giá của một loại thực phẩm giảm, người tiêu dùng thường tăng cân. Thậm chí, hành vi ăn uống có thể phản ứng mạnh hơn với sự gia tăng giá cả hơn là giáo dục dinh dưỡng. Ước tính cho thấy rằng một thuế 1 xu cho mỗi ounce đồ uống có đường có thể làm giảm việc tiêu thụ những đồ uống này 25%. Tuy nhiên, cũng có bằng chứng cho thấy những người béo phì ít phản ứng hơn với sự thay đổi giá cả của thức ăn so với những người có cân nặng bình thường.
Để thực hiện thuế béo, cần xác định rõ sản phẩm thực phẩm và đồ uống nào sẽ bị đánh thuế. Điều này cần được thực hiện cẩn thận, vì một loại thuế thực phẩm được chọn lọc không cẩn thận có thể có những hiệu ứng không mong muốn và trớ trêu. Ví dụ, các mẫu tiêu thụ cho thấy rằng việc đánh thuế chất béo no sẽ buộc người tiêu dùng tăng hàm lượng muối, do đó họ đặt mình vào nguy cơ tử vong liên quan đến tim mạch cao hơn. Đề xuất hiện nay thường lựa chọn đồ uống có đường là mục tiêu cho việc đánh thuế. Các nghiên cứu cắt ngang, tiềm năng và thực nghiệm đã tìm thấy mối liên giữa béo phì và việc tiêu thụ đồ uống có đường. Tuy nhiên, các nghiên cứu thực nghiệm không phải lúc nào cũng tìm thấy mối liên này và mức độ ảnh hưởng có thể rất nhỏ.
Vì người nghèo chi tiêu tỷ lệ lớn hơn thu nhập của họ vào việc mua thực phẩm, thuế béo có thể là một loại thuế lũy thoái. Đánh thuế các loại thực phẩm chỉ cung cấp chủ yếu ca-lo với ít giá trị dinh dưỡng khác sẽ giảm bớt vấn đề này, vì ca-lo có sẵn từ nhiều nguồn trong chế độ ăn của các quốc gia công nghiệp hóa. Để giảm bớt gánh nặng của thuế béo đối với người nghèo, những người ủng hộ đề xuất sử dụng doanh thu từ thuế để hỗ trợ chế độ ăn uống lành mạnh và giáo dục về sức khỏe. Ngoài ra, những người ủng hộ cũng cho rằng thuế béo sẽ không quá chịu ảnh hưởng tiêu cực nếu nó giúp giảm chi phí y tế và chi tiêu cho các loại thực phẩm dành cho người nghèo.
Khác với việc đặt giới hạn đối với các loại thực phẩm hoặc thành phần, thuế béo sẽ không hạn chế sự lựa chọn của người tiêu dùng, chỉ thay đổi giá cả tương đối.